# 노 목공
노 목공(魯穆公, ? ~ 기원전 383년)은 중국 노나라의 제30대 임금이다. 휘는 현(顯)이다.
기원전 416년에 아버지 원공이 죽어 군위를 계승했으며, 목공 33년(기원전 383년)에 죽어 아들 공공이 계승했다.
박사 공의휴를 재상으로 삼아 정치를 맡겼고, 자사를 스승으로 모셨으며 또 설류(泄柳)와 신상(申詳, 申祥)을 곁에 두고 중용했다. 어머니가 죽자 어찌할지를 증자(증삼의 아들 증신)에게 물었다. 공자들을 진나라와 초나라에 보내 섬기게 하니, 이는 이웃 제나라의 위협에 대해 진나라와 초나라의 도움을 받아 대항하려는 것이었다. 이서(犁鉏)는 진나라와 초나라가 제나라에 비해 너무 멀어 도움이 되지 않을 것이라고 목공에게 간했다.